# أومبريل (قمر)
أومبريل هو أحد أقمار أورانوس اكتشف في 24 أكتوبر سنة 1851 على يد ويليام لاسيل واكتشف في نفس وقت اكتشاف أرييل. واشتق اسمه من مسرحية اغتصاب خصلة شعر لألكسندر بوب. يتكون أومبريل بشكل أساسي من الجليد مع وجود جزء كبير من الصخور. ومن المحتمل أن تكون نواته صخرية يحيط بها دثار جليدي. ويعتبر سطحه السطح الأكثر عتمة من بين أسطح اقمار أورانوس. كما يبدو على سطحه أثار الفوهات الصدمية. وبسبب وجود الأخاديد يعتقد أنه تعرض لعمليات داخلية المنشأ. ومن الممكن أنه تعرض فيما بعد إلى عمليات خارجية المنشأ فيما بعد أدت إلى طمس المعالم الأساسية.
يعتبر أومبريل ثاني كواكب أورانوس من حيث كثافة الفوهات الصدمية على سطحه بعد أوبيرون ويقارب قطر هذه الفوهات إلى 210 كم. من أبرز التضاريس على سطح أومبريل هو وجد حلقة من مادة مشعة على أرضية فوهة ووندا. يعتقد أن هذا القمر قد تشكل من القرص المزود الذي كان محيط بأورانوس في بداية تشكله.تمت دراسة كوكب أورانوس لمرة واحدة عن قرب بواسطة مركبة الفضاء فوياجر 2 في يناير 1986. التقطت المركبة صور عديدة لأومبريل، مما سمح بعمل خريطة لحوالي 40% من سطح القمر.

## الاكتشاف والتسمية
اكتشف ويليام لاسيل أومبريل، بالإضافة إلى كوكب أورانوسي آخر وهو أرييل في 24 أكتوبر عام 1851. على الرغم من أن ويليام هيرشيل ،مُكتشف تيتانيا وأوبيرون، ادعى في نهاية القرن الثامن عشر ملاحظته لأربع أقمار إضافية لأورانوس، إلا أن ملاحظاته لم يتم التأكد منها، ويُعتقد الآن أن تلك الأقمار الأربعة زائفة.
سُميت أقمار أورانوس على أسماء شخصيات أبدعها ويليام شكسبير أو أليكسندر بوب. اقترح جون هيرشيل الأربعة أقمار التابعة لأورانوس المعروفة حينها عام 1852 بناءً على طلب لاسيل. أومبريل هو "الشبح الحزين المعتم" في قصيدة أليكسندر بوب "اغتصاب خصلة شعر"، ويعود الاسم أيضاً على الكلمة اللاتينية أومبرا التي تعني الظل. يُلقب أومبريل أيضاً بأورانوس الثاني.

## المدار
يدور أومبريل حول أورانوس على بعد حوالي 266000 كم (165000 ميل)، وهو القمر الثالث من حيث بعده عن الكوكب من بين الأقمار الخمس الرئيسة. الانحراف المداري لأومبريل قليل، وزاوية ميلانه قليلة جداً بالنسبة لخط استواء أورانوس. تستغرق دورته المدارية حوالي 4.1 يوم أرضي، وهي متوافقة مع فترة الدوران الذاتي للقمر. بمعنى آخر، أومبريل قمر ذو تقييد تزامني أو مدي، حيث يظل وجه واحد للقمر مواجهاً للكوكب الأم. يقع مدار أومبريل بالكامل ضمن المجال المغناطيسي لأورانوس. هذا هام لأن كلا قطبي القمر يقعا بشكل كامل داخل الغلاف المغناطيسي، مما يؤدي إلى حدوث صدمات مع بلازما الغلاف المغناطيسي التي تدور حول الكوكب. قد يؤدي هذا الاصطدام إلى حدوث الظلام في كلا قطبي القمر، وهو ما لوحظ في جميع أقمار أورانوس ما عدا أوبيرون. يعمل أومبريل بمثابة حوض للجسيمات المشحونة مغناطيسياً، مسبباً تراجع واضح في عدد الجسيمات المشحونة بالقرب من مدار القمر كما لوحظ من مسبار فوياجر 2 عام 1986.
يدور أورانوس حول الشمس غالباً على إحدى جانبيه، وتدور أقماره بمحاذاة الخط الاستوائي للكوكب لذلك هي عرضة للدورات الموسمية القصوى. يقضي القطبين الشمالي والجنوبي 42 عام في ظلام دامس، و42 سنة أخرى في نهار دائم عند ارتفاع الشمس بالقرب من سمت الرأس فوق أحد القطبين عند كل انقلاب شمسي. تزامن تحليق مسبار فوياجر 2 مع الانقلاب الشمسي لنصف الكرة الجنوبي عام 1986 عندما كان نصف الكرة الشمالي مظلم بالكامل تقريباً. عندما يقترب أورانوس من التعادلين ويتقاطع خطه الاستوائي مع الأرض – مرة كل 42 عام – تزداد إمكانية حدوث الاحتجابات المتبادلة بين أقمار أورانوس. طرأ عدد من تلك الأحداث في عامي 2007-2008 بما في ذلك الاحتجابان اللذان حدثا لتيتانيا بواسطة أومبريل في 15 أغسطس و8 ديسمبر عام 2007، بالإضافة إلى الاحتجاب الذي حدث لأرييل بواسطة أومبريل في 19 أغسطس 2007.
لا يقع أومبريل حالياً في أي رنين مداري مع أقمار أورانوس الأخرى. مع ذلك يمكن أن يكون قد وقع في الماضي في رنين مداري بنسبة 1:3 مع ميراندا. هذا من شأنه زيادة الانحراف المداري لميراندا، والمساهمة في الحرارة الداخلية والنشاط الجيولوجي لهذا القمر، بينما مدار أومبريل سيكون أقل تأثراً. بسبب انخفاض درجة تفلطح أورانوس وصغر الحجم بالنسبة لأقماره، تستطيع أقماره الهروب بسهولة من رنين الحركة الوسطى أكثر من أقمار المشترى وزحل. بعد هروب ميراندا من هذا الرنين ( من خلال آلية ربما أدت إلى ارتفاع مفاجئ في الميل المداري) سيقل الانحراف ويتوقف مصدر الحرارة.

## التكوين والتركيب الداخلي
يحتل أومبريل المركز الثالث من حيث الحجم، والرابع من حيث الكتلة بين أقمار أورانوس. تبلغ كثافة القمر 1.39 جم/سم3، مما يشير إلى أنه يتكون أساسياً من جليد الماء بالإضافة إلى عنصر غير جليدي ذو كثافة يشكل حوالي 40% من كتلته. يتكون العنصر الثاني من الصخور والمواد الكربونية بما في ذلك مركبات عضوية ثقيلة تُعرف باسم الثولينات. دعمت ملاحظات الآشعة المطيافية تحت الحمراء وجود جليد الماء، كما أنها أظهرت تبلور الجليد على سطح القمر. نطاقات امتصاص الجليد على النصف الكروي القائد لأومبريل أقوى منه على النصف الكروي التابع. سبب هذا التباين غير معروف،لكن من الممكن أن يعود ذلك إلى انفجار الجسيمات المشحونة من الغلاف المغناطيسي لأورانوس وهو أقوى على النصف الكروي التابع (نتيجة للدوران المشترك مع البلازما). تميل الجسيمات النشطة إلى تفل الجليد وتحليل الميثان العالق في الجليد إلى هيدرات الغاز ومواد عضوية داكنة أخرى مُخلفة ورائها بقايا داكنة غنية بالكربون.
العنصر الآخر الوحيد الذي تم تحديده على سطح القمر بواسطة الآشعة المطيافية تحت الحمراء –فيما عدا الماء- هو ثاني أكسيد الكربون، والذي يتركز بصفة أساسية في النصف الكروي التابع. لا توجد رؤية واضحة بالكامل عن نشأة ثاني أكسيد الكربون. يمكن أن يكون أُنتج محلياً من الكربونات أو المواد العضوية تحت تأثير الجسيمات النشطة المشحونة القادمة من الغلاف المغناطيسي لأورانوس أو الآشعة الفوق بنفسجية الشمسية. تُفسر هذه النظرية التباين في التوزيع لأن النصف الكروي التابع أكثر عرضة لتأثير الغلاف المغناطيسي بطريقة أكثر حدة من النصف الكروي القائد. مصدر آخر محتمل هو تغزية النويدات الابتدائية لغاز ثاني أكسيد الكربون المحتبس في الجليد بداخل أومبريل. من المحتمل أن يكون تحرر ثاني أكسيد الكربون من الداخل ذو صلة بالنشاط الجيولوجي الماضي على هذا القمر.
من الممكن أن يكون داخل أومبريل في تباين حيث يتكون من جوهر صخري مُحاط بدثار جليدي. إذا كانت هذه النظرية صحيحة فإن نصف قطر النواة (317 كم) يبلغ حوالي 54% من نصف قطر القمر، وتبلغ كتلته حوالي 56% من كتلة القمر_ حُددت البارامترات بناءً على تكوين القمر. يبلغ الضغط بداخل أومبريل حوالي 0.24 باسكال (2.4 بار). الحالة الراهنة للدثار الجليدي غير واضحة على الرغم من عدم قابلية احتمال وجود محيط تحت السطح.

## صفات السطح

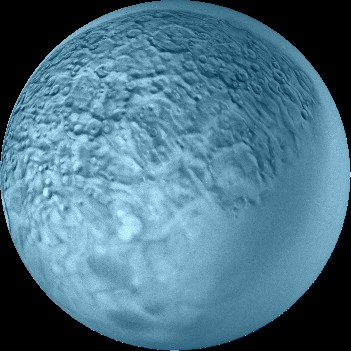
خريطة لأومبريل تظهر المضلعات.

سطح أومبريل هو الأكثر ظلمة بين أقمار أورانوس، ويعكس نسبة ضوء أقل من نصف الضوء الذي يعكسه أرييل، وهو قمر شقيق يشابهه في الحجم. مقدار بياض أرييل منخفض جداً حيث يبلغ حوالي 10% مقارنةً بأرييل الذي يبلغ 23%. يُظهر سطحه طفرة عند المقابلة حيث انخفضت نسبة الانعكاسية من 26% (درجة البياض هندسياً) لزاوية طور درجتها 0 إلى 19% لزاوية طور درجتها حوالي 1. سطح أومبريل هو سطح ذو لون أزرق قليلاً، في حين أن المنحدرات بها تأثير ضوئي أكثر تركيزاً وزرقة (مثل فوهة وندا على سبيل المثال). قد يكون هناك تباين بين النصفين الكرويين القائد والتابع، حيث يبدو أن الأول أكثر احمراراً من الثاني. احمرار الأسطح ربما يكون ناتج عن التجوية الفضائية بسبب انفجار الجسيمات المشحونة والجسيمات النيزكية الدقيقة عبر عصر النظام الشمسي. ومع ذلك تباين اللون على سطح أومبريل ناتج عن تراكم المواد الحمراء القادمة من الفضاء الخارجي حول نظام أورانوس، ربما من الأقمار غير النظامية، والذي يحدث غالباً في النصف الكروي القائد. سطح أومبريل هو سطح متجانس نسبياً، فهو لا يدل على تباين سواء في مقدار البياض أو اللون.
لم يتعرف العلماء حتى الآن سوى على نوع واحد فقط من الخصائص الجيولوجية على أومبريل وهي الفوهات. يوجد على سطح أومبريل فوهات أكثر وأوسع من تلك التي توجد على سطح أرييل أو تيتانيا كما أنه يُظهر أقل نشاط الجيولوجي. في الواقع، أوبيرون هو الوحيد بين أقمار أورانوس الذي لديه فوهات صدمية أكثر من أومبريل. تتراوح أقطار الفوهات التي تمت ملاحظتها من بضعة كيلومترات عند أقل حد حتى 210 كيلومتر لأكبر الفوهات المعروفة وهو وكولو. جميع الفوهات المُتعرف عليها على أومبريل لها قمم مركزية، لكن لا توجد بها آشعة.
يقع بالقرب من خط استواء أومبريل سمات السطح الأكر بروزاً وهو فوهة وندا حيث يبلغ قطرها حوالي 131 كيلومتر. يظهر على سطح وندا حلقة كبيرة من مادة لامعة، والتي تبدو كأنها رواسب صدمية. يقع بالقرب منها على امتداد الحافة فوهات فوفر وسكايند، والتي تفتقر للحواف اللامعة لكن لديها قمم مركزيو لامعة. كشفت دراسة للتشكيلات الجانبية للحواف على أومبريل عن احتمال وجود فوهة صدمية كبيرة يبلغ قطرها حوالي 400 كيلومتر وعمق حوالي 5 كيلومتر.
يتقاطع على سطح أومبريل، مثل العديد من أقمار أورانوس، نظام من الأخاديد الذي يمتد من الشمال الشرقي حتى الجنوب الغربي. على الرغم من ذلك لم يتم التعرف عليهم رسمياً نظراً للافتقار لدقة التصوير، والمظهر الرقيق للقمر عموماً يعيق رسم الخرائط الجيولوجية.
سطح أومبريل الملئ بالفوهات كان على الأرجح مستقراً منذ القصف الشديد المتأخر. العلامات الوحيدة على النشاط الداخلي القديم هي الأخاديد والمضلعات المظلمة ـــ بقع مظلمة وأشكال معقدة تمتد من عشرات إلى مئات الكيلومترات. تم التعرف على المضلعات من خلال القياس الدقيق لشدة الضوء لصور مسبار فوياجر 2 حيث تُوزع بشكل متجانس على سطح أومبريل وتمتد مش الشمال الشرقي إلى الجنوب الغربي. تتطابق بعض المضلعات مع المنخفضات في كون عمقها بضعة كيلومترات وربما تكون نشأت عن حادث مبكر لنشاط تكتوني. لا يوجد تفسير حالياً للظلمة الشديدة على أومبريل أو المظهر الموحد له. قد يكون سطحه مُغطى بطبقة رقيقة نسبياً من مادة داكنة (تُسمى المواد المُظلمة)، وهي مستخرجة من أثر أو انبعثت من تفجير بركان ثائر.  قد تكون أيضاً قشرة أومبريل تتكون من مادة داكنة، والتي حالت دون تكون مواد لامعة مثل آشعة فوهة البركان. ومع ذلك وجود الملامح اللامعة بداخل وندا يتعارض مع هذا الافتراض.
| الفوهات | اشتق الاسم من                 | الاحداثيات | القطر (كم) |
| ------- | ----------------------------- | ---------- | ---------- |
|         |                               |            |            |
| ألبريش  | أساطير إسكندنافية             |            | 25.0       |
| فين     | التراث الشعبي الدنماركي       |            | 43.0       |
| جوب     | جوب (وثني)                    |            | 88.0       |
| كانالوا | الأساطير البولينيزية          |            | 86.0       |
| مالينجي | أساطير سكان أستراليا الأصليين |            | 164.0      |
| مينيبا  | جماعة ماكوا في موزمبيق        |            | 58.0       |
| بيري    | أساطير فارسية                 |            | 61.0       |
| سيتيبوس | منطقة باتاغونيا               |            | 50.0       |
| سكايند  | الفلكلور الدنماركي            |            | 72.0       |
| فوفر    | ميثولوجيا فنلندية             |            | 98.0       |
| وكولو   | سكان بامبارا غرب أفريقيا      |            | 208.0      |
| وندا    | أساطير سكان أستراليا الأصليين |            | 131.0      |
| زليدن   | الأساطير السلافية             |            | 44.0       |

## المنشأ والتطور
يُعتقد أن أومبريل تشكل من قرص مزود أو سديم ثانوي؛ وهو عبارة عن حزام من الغاز والغبار الكوني الذي كان موجود حول أورانوس لبعض الوقت بعد تكوينه أو نشأ نتيجة الاصطدام الضخم، وهو في أغلب الأحيان السبب في الميل المحوري الكبير لأورانوس. التركيب الدقيق للسديم الثانوي غير معروف، ومع ذلك اكثافة العالية لأقمار أورانوس بالمقارنة مع أقمار زحل تشير إلى أنه ربما يفتقر للماء نسبياً.  من الممكن أن كميات كبيرة من الكربون والنتيتروجين كانت توجد على شكل أول أكسيد الكربون وغاز النيتروجين بدلاً من الميثان والأمونيا. لذلك الأقمار التي تشكلت من هكذا سديم تحتوي على كميات أقل من ثلج الماء (مع أول أكسيد الكربون وغاز النيتروجين محبوس في صورة كلاثرات)، وكميات أكبر من الصخور مما يفسر الكثافة العالية.
ربما استمرت عملية التراكم لآلاف السنين قبل اكتمال القمر. تسببت الاصطدامات المصاحبة للتراكم في ارتفاع درجة حرارة الطبقات الخارجية لأومبريل. وصلت درجة الحرارة العظمى إلى 180 كلفن وامتدت حتى عمق يصل إلى حوالي 3 كم. بعد نهاية التكوين بردت الطبقات تحت السطحية في حين أن الطبقات العميقة زادت حرارتها بسبب اضمحلال العناصر المشعة الموجودة بداخل الصخور. كما تقلصت الطبقات الباردة القريبة من السطح في حين تمددت الطبقات الداخلية. تسبب ذلك في اجهادات شد قوية في قشرة القمر، والتي قد تكون تسببت في تشققات. ربما استمرت تلك العملية لحوالي 200 مليون سنة، مما يعني أن أي نشاط داخلي المنشأ توقف منذ بلايين السنين.
يمكن أن يكون التنامي الحراري الأولي بالتزامن مع الاضحلال المستمر للعناصر المشعة أدى إلى إذابة الجليد  إذا وُجدت بعض مضادات الأمونيا (في صورة هيدرات الأمونيا) أو ملح. يُمكن أن يكون الانصهار قد أدى إلى انفصال الجليد عن الصخور ويتشكل لب صخري محاط بالدثار الجليدي. من الممكن أن تتشكل طبقة من الماء السائل (محيط) غنية بالأمونيا الذائبة في الطبقة الحدية بين النواة والدثار. درجة انصهار هذا المزيج تساوي 176 كلفن. يُعتقد كذلك أن المحيط تجمد منذ فترة طويلة. أومبريل كان من بين أقمار أورانوس الأقل تعرضاً لعمليات التقشير داخلية المنشأ، على الرغم من أنه يمكن أن يكون قد شهد حد التقشير المبكر كبقية أقمار أورانوس.

## الاستكشاف

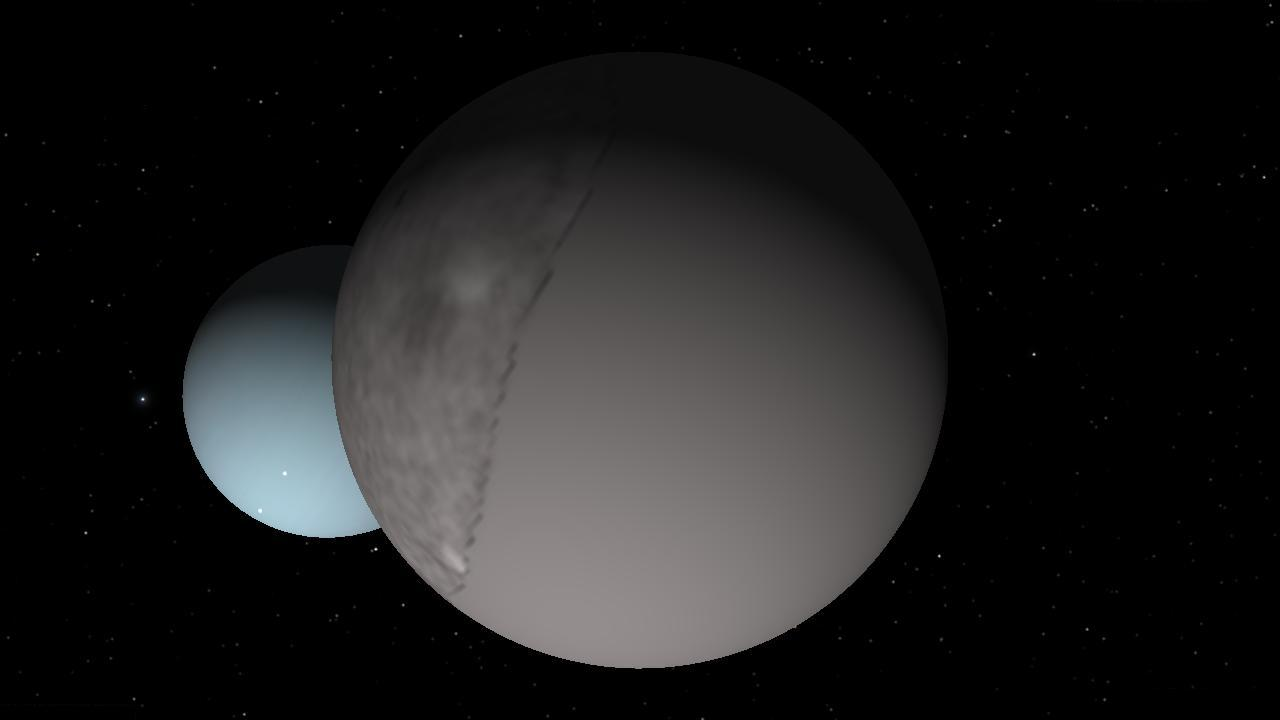
أومبريل اثناء تحليقه فوق أورانوس

تم التقاط الصور الوحيدة القريبة من أومبريل بواسطة مسبار فوياجر 2، والتي صورت القمر أثناء تحليقه فوق أورانوس في يناير عام 1986. كانت أقرب مسافة بين فوياجر 2 وأومبريل 325000 كم (202000 ميل). أفضل صور أومبريل كانت بدقة مكانية تصل لحوالي 5.2 كم. تغطي الصور حوالي 40% من السطح، لكن 20% منها فقط تم تصويرها بالدقة المطلوبة للخرائط الجيولوجية. في وقت التحليق كان النصف الجنوبي لأومبريل (مثل الأقمار الأخرى) مُتجهاً نحو الشمس لذلك كان النصف الشمالي مُظلم لا يمكن دراسته. لا توجد أية مركبة فضائية أخرى قد زارت أورانوس في أي وقت مضى (وكذلك أومبريل)، ولا توجد خطة لإرسال أية بعثة إلى أورانوس وأقماره.

## وصلات خارجية
- ملف أومبريل موقع ناسا لاستكشاف النظام الشمسي بتاريخ 2009-10-10.
- Lassell, Herrn W. (1852). "Entdeckung von 2 neuen Uranus Trabanten". Astronomische Nachrichten (in German) 33 (17): 259–262. بيب كود http://adsabs.harvard.edu/abs/1851AN.....33..259L doi http://onlinelibrary.wiley.com/doi/10.1002/asna.18520331707/abstract
- تقنية edge تليسكوب ضخم للغاية August 23, 2007. Retrieved 2010-01-14.
- الصفحة الخاصة بأومبريل بما في ذلك خرائط وصفية لأومبريل في مواضع من النظام الشمسي.
- مسميات أومبريل من موقع هيئة المسح الجيولوجي الأمريكية لتسمية الكواكب